# نهر إيلاجان
نهر إيلاجان هو نهر يقع في مقاطعة إيزابيلا بوادي كاجايان بالفلبين. إنه أحد الروافد الرئيسية لنهر كاجايان، أكبر نهر في الفلبين. ينبع نهر إيلاجان من المنحدرات الغربية لسييرا مادري ويستنزف الجزء الأوسط الشرقي من حوض نهر كاجايان. يبلغ حجم حوض مستجمعات المياه التقديرية 3,132 كيلومتر مربع (1,209 ميل2)  وتفريغ سنوي يقدر بـ 9455 مليون متر مكعب / ثانية. يتدفق غربًا وينضم إلى نهر كاجايان في مدينة إيلاغان، إيزابيلا.

## الروافد
الروافد الرئيسية لنهر إيلاجان هي:

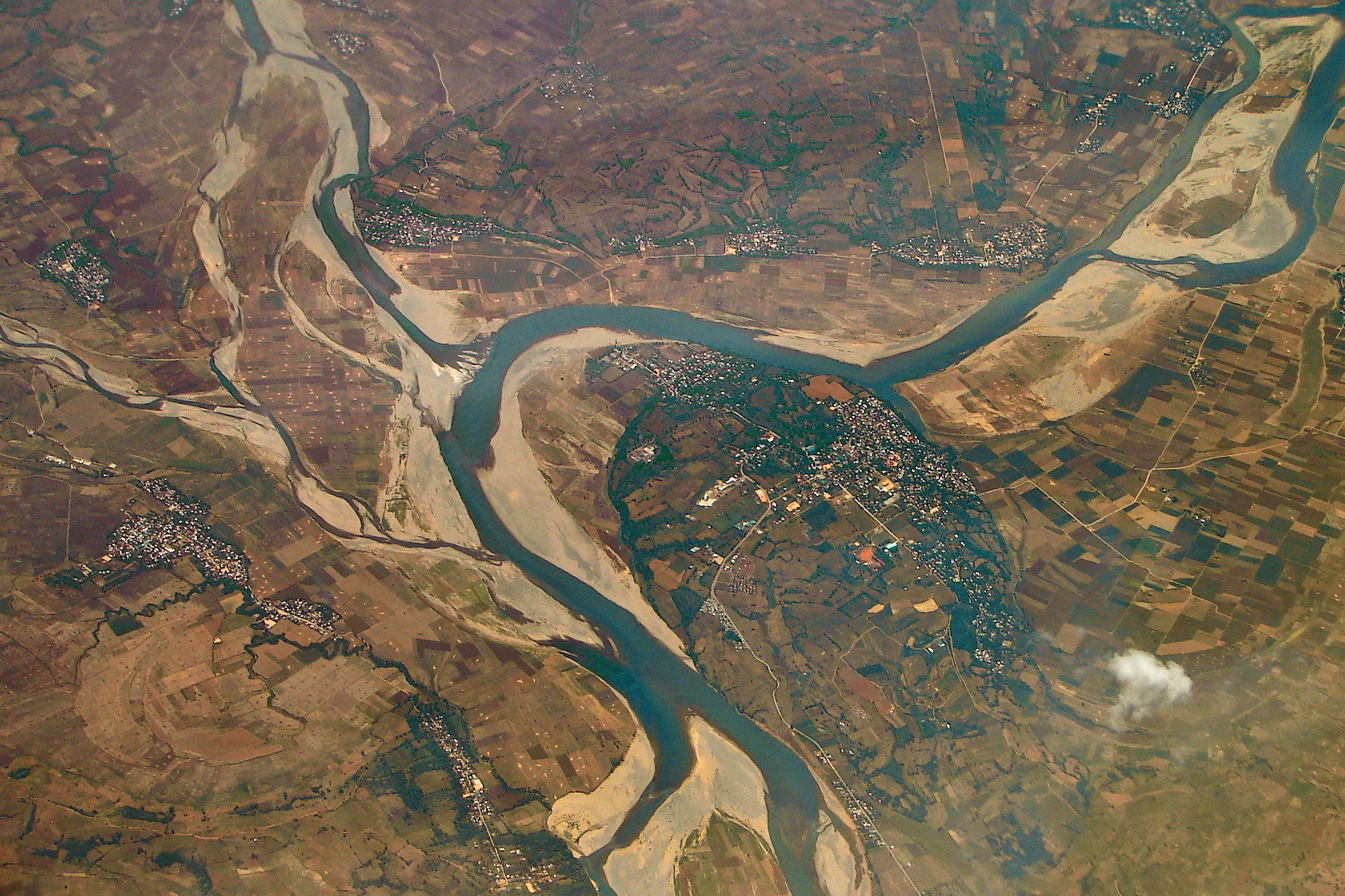
نهر إيلاجان في مدينة إيلاجان

- نهر أبوان - ينبع من الجبال في حديقة Northern Sierra Madre الوطنية حيث يمكن العثور على واحدة من أوسع الغابات الاستوائية المطيرة في لوزون.
- نهر بينتاكان